# 민족사회주의운동

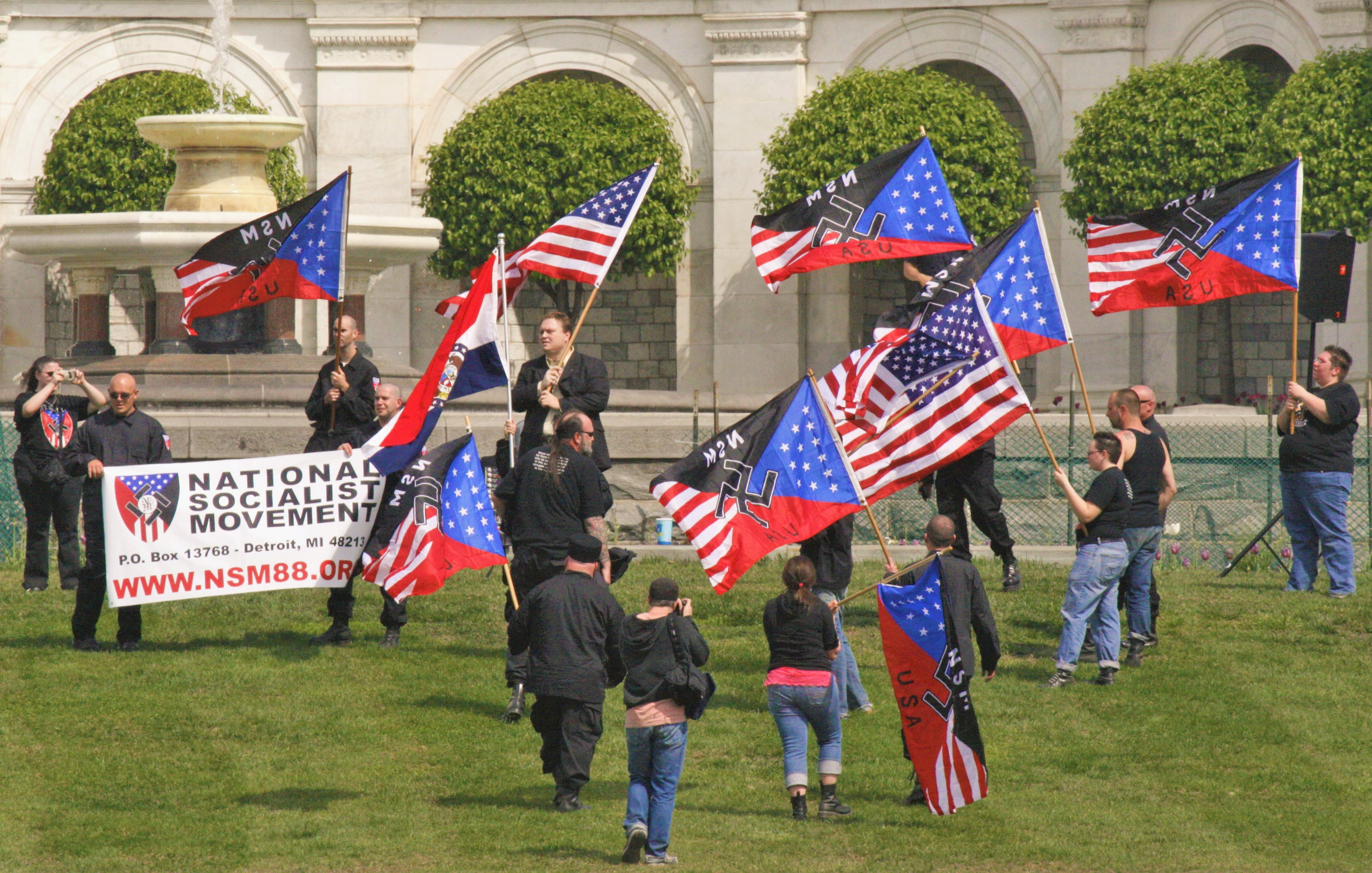
민족사회주의운동의 시위

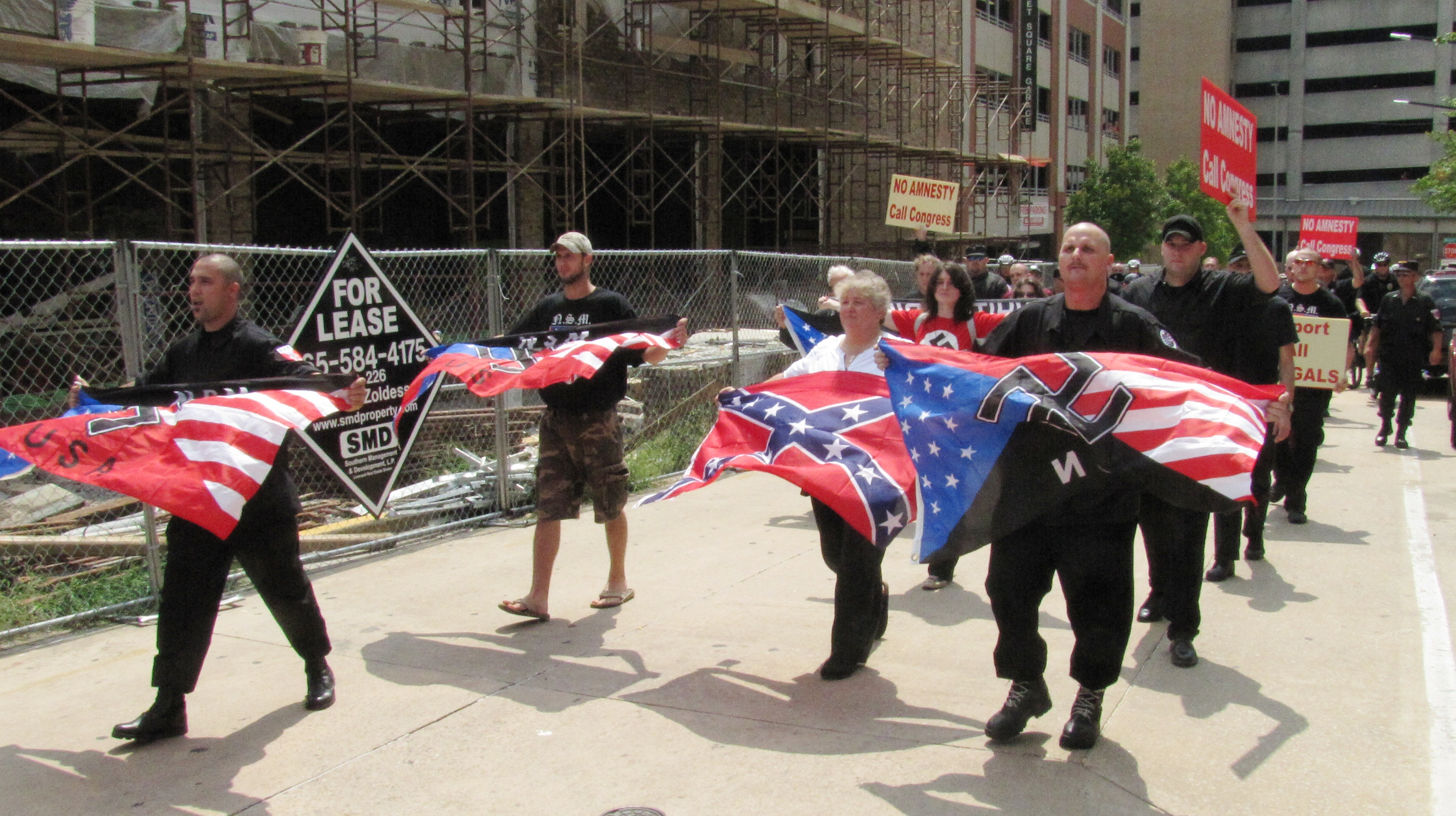
녹스빌에서의 민족사회주의운동의 행진시위

민족사회주의운동(民族社會主義運動, National Socialist Movement)은 미국의 네오나치즘, 백인 우월주의, 동성애 혐오, 반유대주의 정당이다.

## 역사
이 단체는 1974년에 "민족사회주의 미국 노동자 자유 운동"으로 로버트 브래넌, Cliff Herrington 및 미국 나치당의 이전 멤버들이, 미국 나치당을 탈당한 후 세운 정당이며, 1994년에 현재 민족사회주의운동의 당수인 Jeff Schoep가 당수직을 맡게 되었다. 이 단체는 스스로 자신들을 "가장 크고 가장 활동적인 미국의 민족사회주의 단체" 라고 주장하고 있으며, 또한 그들은 자신들을 "백인 시민들의 권리를 위한 조직" 이라고 주장하고 있기도 하다. 이 조직은, 인종차별주의, 네오나치즘을 따랐으며, 또한 이들은 정기적 회의를 거쳤는데 국가적 회의와 지역적 단위의 조직 회의가 있었다.
민족사회주의운동은 여러 시위와 사회 운동에 참여했는데, 주로 2005년 털리도 폭동, 2006년 4월엔 미시간주 근방에서 크고 작은 집회시위를 열기도 하였다. 또한 2007년, 몇몇 회원들은 민족사회주의운동에서 탈퇴하고, 현재는 해산된 2008년의 미국 대통령 선거 후보였던 존 테일러 보울에 의해서 주도된 미국 민족사회주의 조직에 대거 가입하기도 하였다.
2010년 4월 17일, 민족사회주의운동의 회원들은 불법 체류자 들과, 100명 이상의 반파시즘 시위자들에게 대항하여 집회시위를 벌이기도 하였다.
2011년 5월, 뉴욕타임즈는 민족사회주의운동에 대해서 "가장 큰 우월주의 단체, 32개 주의 400명의 회원, 대부분이 과거 붕괴된 아리아인 국가와, 네오나치 단체들을 표방" 이라고 설명하였다.
또한 이 조직은, 멕시코와의 국경지대에서 불법이민자를 사냥하는 민병대를 조직해 반나치 운동가들의 항의 대상이 되기도 하였다.
2011년 5월 1일, 미국 캘리포니아주에 거주중이었던 민족사회주의운동의 열혈 활동가 제프 홀이 32세의 나이로 살해당하는 사건이 벌어지기도 하였다. 제프 홀을 살해한 사람은 다름 아닌 그의 10세 아들이었으며, 영국의 중도좌파 언론 가디언이 인용한 미국 뉴욕타임즈의 기사와 경찰 발표에 따르면, 제프 홀은 자신의 집에서 이 네오나치즘 집단의 집회를 수차례 개최하면서 자신의 다섯 아이들은 가장 나이가 많은 이 10살짜리 아들을 참가시켰고, 그에게 인종차별주의, 나치즘, 그리고 야간투시경을 착용한체 권총을 다루는 법등, 전투기술을 가르쳤으며, 게다가 버클에 친위대 인시그니아가 새겨진 벨트를 메고 다니게 했다고 한다. 아이에 따르면, 아버지로부터 강요받은 이념과 폭력에 대한 반감과, 가정불화 (제프 홀과 그의 전부인은 양측을 모두 아동 학대로 고소하였으며, 이 가정은 2003년부터 정부의 모니터링 대상이었다) 등의 이유로 인해서 살인행위를 벌인 것으로 보고 있다. 경찰 당국은 현재 이 아이의 실명을 공개하기를 거부했으며, 미성년자인 관계로 소년법원에서 재판이 진행될것이라고 발표하였다.
한편, 민족사회주의운동의 당수인 Jeff Schoep는 자신의 공식 홈페이지에서, "제프 홀은 좋은 아버지였다", "발할라에서 만나자"는 추모글을 올리기도 하였다.

## 같이 보기
- 네오파시즘
- 네오나치즘
- 제3의 위치
- 민족사회주의 독일 노동자당